# Santa Cruz Xitla
Santa Cruz Xitla là một đô thị thuộc bang Oaxaca, México. Năm 2005, dân số của đô thị này là 3933 người.